# Arbeitsgericht Füssen
Das Arbeitsgericht Füssen war ein bayerisches Arbeitsgericht mit Sitz in Füssen.

## Geschichte
Gemäß Arbeitsgerichtsgesetz vom 23. Dezember 1926 wurden in Deutschland Arbeitsgerichte gebildet. Diese waren nur in der ersten Instanz organisatorisch selbstständige Gerichte, die Landesarbeitsgerichte waren den Landgerichten zugeordnet. Am Landgericht Kempten entstand so 1927 das Landesarbeitsgericht Kempten als eines von 23 Landesarbeitsgerichten in Bayern. In Füssen entstand das Arbeitsgericht Füssen als eines von 16 Arbeitsgerichten des Landesarbeitsgerichts. Sein Sprengel umfasste den Gerichtsbezirk des Amtsgerichts Füssen. Es bestand eine allgemeine Kammer für Arbeiter und Angestellte und eine Kammer für das Handwerk.
Bereits 1929 wurde die Zahl der Arbeitsgerichte deutlich reduziert. Das Landesarbeitsgericht Kempten wurde aufgehoben, seine Aufgaben übernahm das Landesarbeitsgericht Augsburg. Das Arbeitsgericht Füssen wurde aufgehoben, seine Aufgaben übernahm das Arbeitsgericht Kaufbeuren.